# Giáo hoàng Nicôla V
Nicôla V (Latinh: Nicolaus V) là vị Giáo hoàng thứ 207 của giáo hội Công giáo. Theo niên giám tòa thánh năm 1806 thì ông được bầu làm Giáo hoàng năm 1447 và ở ngôi Giáo hoàng trong 13 năm 19 ngày. Niên giám tòa thánh năm 2003 xác định ông được bầu làm Giáo hoàng ngày 6 tháng 3 năm 1447, ngày khai mạc chức vụ mục tử đoàn chiên Thiên Chúa là ngày 19 tháng 3 và ngày kết thúc triều đại của ngài là ngày 24 tháng 3 năm 1455.
Giáo hoàng Nicolaus V sinh tại Sarzana ngày 15 tháng 11 năm 1397 với tên là Tommaso Parentucelli. Ông là nhà nhân bản học thứ nhất lên ngôi Giáo hoàng. Ông mở đầu cho một thời đại chính trị văn hóa mới trong giáo triều, trong đó ngôi Giáo hoàng đỡ đầu cho phong trào phục hưng văn nghệ kéo dài đến thời đức Giáo hoàng Lêô X.
Nicolaus V tái lập hoà bình cho Pháp và Anh và giúp người Tây Ban Nha tiêu diệt quân Saracens. Ông cho phép vua Bồ Đào Nha khai chiến với các dân tộc Phi châu để cướp tài sản của họ và bắt họ làm tôi mọi. Ngày 19.3.1452, ông đã tiến hành nghi lễ đăng quang cho hoàng đế Friedrich III (1440-1493), đó cũng là lần cuối cùng lễ đăng quang hoàng đế được tổ chức tại Rôma. 

## Công đồng ly khai Basel
Ngày 17.2.1448, Nicolaus V đã ký thỏa hiệp với hoàng đế Friedrich II (1439-1493). Sau thỏa hiệp này, công đồng ly khai ở Basel mà nay đã di chuyển sang thành Lausanne, nơi Felix V lập "Giáo triều".
Nhưng Felix V từ chức ngày 7.4.1449. Ít ngày sau, các hồng y "bầu" đức hồng y Tommaso Parentucelli "hiệu Nicolaus V" làm Giáo hoàng và sau đó giải tán. Ông đã cho Felix V làm hồng y. Từ đó chấm dứt khủng hoảng nội bộ của Giáo hội kéo dài một thế kỷ rưỡi.

## Giáo hoàng phục hưng
Sau việc chấm dứt công đồng ly khai thành Paris (1449), đức Nicolaus V hầu như chỉ quan tâm đến việc sửa sang thành Roma, trùng tu các thánh đường và xây cất thêm.
Ông bắt đầu xây dựng Đền thờ Thánh Phêrô hiện giờ. Là người say mê sưu tầm các cáo bản đồng thời đưa 2 thư viện Lateran về Vatican, và trở thành người sáng lập thư viện Vatican.

## Năm thánh 1450
Nicolaus V cử hành Năm Thánh thứ 6 (1450). Nếu theo quy định của Urbanô VI, năm Thánh mới phải được tổ chức vào năm 1433 (cứ mỗi 33 năm để tưởng nhớ việc Chúa Giêsu sống trên trần gian trong 33 năm), nhưng điều này đã không thực hiện. Được mở ra dưới triều Nicôla V. Năm Thánh 1450 được ghi nhận là một trong những Năm Thánh có nhiều người tham dự nhất trong lịch sử.
Do số khách hành hương quá đông, đã xảy ra những vụ rối loạn trật tự công cộng và thiếu thốn vấn đề vệ sinh. Năm Thánh này còn được gọi là "Năm Thánh của những vị thánh" bởi vì trong số khách hành hương đến Rôma có những vị thánh tương lai như Thánh nữ Rita Cascia và Thánh Antôn thành Florence. Thánh Antôn thành Florence mô tả Năm Thánh 1450 như là "năm hoàng kim", ý chỉ sự hiệp nhất mới được tái lập sau cuộc phân ly trong Giáo hội La Mã (1378-1417).

## Đế quốc Đông La mã sụp đổ
Trong suốt triều đại của ông Đế quốc La mã Phương Tây suy tàn khi Mehmed II chiếm Constantinopolis.
Chỉ một tháng sau khi sắc lệnh hiệp nhất được ký giữa Giáo hội Hy Lạp và Roma phần đông tín đồ Hy Lạp cùng với hàng giáo sĩ và tu sĩ đứng lên chống đối và đả kích chính trị của Hoàng đế Ioannes VIII Palaiologos. Phái đoàn tham dự công đồng từ Florence trở về Constantinopolis bị họ la lối, chế nhạo: "Quân ăn bánh không men, quân phản đạo, quân Roma, bọn tà giáo". Thế là không một ai dám công bố sắc lệnh. Việc hiệp nhất ở Nga cũng thất bại.
Tân hoàng đế Konstantinos XI Palaiologos (1448-1453), tháng 12 năm 1452, lập lại bang giao với Roma và truyền công bố sắc lệnh hiệp nhất. Nhưng ngày hôm sau, hàng giáo sĩ được dân chúng hậu thuẫn đã tuyên bố: "thà thấy khăn trắng của quân Thổ Nhĩ Kỳ thống trị thành Constantinopoli này, chẳng thà thấy mũ giáo chủ của bọn Roma". Ngày 29.5.1453, Mehmed II tiến vào Constantinopoli chấm dứt đế quốc Đông phương. Nicolaus lên tiếng kêu gọi Tây phương tổ chức một cuộc thập tự chinh nhưng không được ai hưởng ứng.